# Parakneria tanzaniae
Parakneria tanzaniae là một loài cá thuộc họ Kneriidae. Nó là loài đặc hữu của Tanzania.